# Diana Policarpo
Diana Policarpo (Lisboa, 1986) é uma compositora e artista multimédia portuguesa. Em 2019, venceu o Prémio EDP Novos Artistas, um reputado galardão para artistas emergentes em Portugal.
Atualmente reside e trabalha entre Londres, Reino Unido e Lisboa, Portugal.

## Percurso
Cresceu numa casa de pais músicos.
Estudou música no Conservatório Nacional durante a sua infância. Mais tarde, prosseguiu os estudos em artes plásticas e escultura na Escola Superior de Artes e Design das Caldas da Rainha.
Entre 2010 e 2013, frequentou a Goldsmiths College em Londres, Reino Unido, onde obteve um mestrado em Belas Artes. Policarpo permaneceu na capital britânica durante dez anos, tendo regressado a Portugal em 2019.

## Obra
Segundo a própria, a sua obra tem um carácter político. O seu trabalho incorpora elementos de várias disciplinas, nomeadamente música, som, escultura e arquitectura.
A exploração da voz, percussão e ritmo é central para a sua prática artística e resulta na criação de personagens para gravações e performances. O seu trabalho apela a questões relacionadas com o que é individual, misticismo e música, em relação às nossas necessidades (materiais ou ideológicas) básicas. 
As suas performances e instalações investigam relações de poder, de cultura popular e política de género, examinando as questões da vulnerabilidade e empoderamento em actos de auto-exposição num contexto capitalista e aproxima a estruturação rítmica do som como um material tátil dentro da construção social da ideologia esotérica.
Em "Death Grip", a instalação multimédia criada no âmbito da exposição EDP Novos Artistas 2019, que esteve patente no MAAT, inspirou-se na relação entre o natural e o artificial. A obra foi idealizada durante uma residência artística na Índia, e é inspirada na exploração do fungo parasita Ophiocordyceps sinensis.
A exposição "Nets of Hyphae" (com curadoria de Stefanie Hessler - Diretora da Kunsthall Trondheim), é simultaneamente sensorial e investigativa, dando continuidade à investigação da artista acerca do parasita Ophiocordyceps sinensis encontrado em zonas de grande altitude na Índia e no Nepal e das consequências globais e locais da procura e extração deste fungo.

### Exposições individuais
- GNRtion – BoCA 2019, Braga, Portugal (Abril 2019);
- Belo Campo / Galeria Francisco Fino, Lisboa, Portugal (2018);
- Kunstverein Leipzig, DE (2017), lAB Artists Unlimited, Bielefeld, Alemanha (2016);
- Xero, Kline & Coma, Londres, Reino Unido (2015) e Kunsthalle Baden-Baden, Alemanha (2014)[8]

### Exposições colectivas
- ARCO Madrid 2019, Madrid, Espanha (Fevereiro 2019); Chiado 8, Lisboa, Portugal (2018);
- Galeria Municipal do Porto, Portugal (2018), Galeria Francisco Fino, Lisboa, Portugal (2017);
- Tenderpixel Gallery, Londres, Reino Unido (2017);
- Mars Gallery, Melbourne, Austrália (2017);
- North Gallery, New Castle,Reino Unido (2016);
- Peninsula Gallery, Nova Iorque, USA (2015);
- W139, Amesterdão, Holanda (2015), AN/DOR, Londres, Reino Unido (2014);
- Almanac, Londres, Reino Unido (2013)[8]

## Reconhecimentos e Prémios
- Prémio Novos Artistas - Fundação EDP - MAAT (2019)

- Bolsa Shelah Cluett Trust (2019)

- Bolsa Fundação Calouste Gulbenkian (2017)

- Bolsa Fundação Calouste Gulbenkian (2015)[1][5][7][10]

## Ligações Externas
- Blogue da artista Diana Policarpo
- Soundcloud da artista Diana Policarpo